# ایکو کویکه
اِیکو کویکه (انگلیسی: Eiko Koike؛ زاده ۲۰ نوامبر ۱۹۸۰) بازیگر اهل ژاپن است.